# Чукуровац
Чукуровац је насеље у Србији у општини Алексинац у Нишавском округу. Према попису из 2022. било је 68 становника (према попису из 1991. било је 168 становника).

## Демографија
У насељу Чукуровац живи 109 пунолетних становника, а просечна старост становништва износи 51,0 година (52,0 код мушкараца и 50,2 код жена). У насељу има 47 домаћинстава, а просечан број чланова по домаћинству је 2,60.
Ово насеље је скоро у потпуности насељено Србима (према попису из 2002. године), а у другој половини XX века забележен је константан пад у броју становника.
|  |

| Демографија | Демографија | Демографија |
| Година      | Становника  | Становника  |
| ----------- | ----------- | ----------- |
| 1948.       | 488         |             |
| 1953.       | 327         |             |
| 1961.       | 288         |             |
| 1971.       | 229         |             |
| 1981.       | 201         |             |
| 1991.       | 168         | 160         |
| 2002.       | 122         | 131         |

| Етнички састав према попису из 2002.‍ | Етнички састав према попису из 2002.‍ | Етнички састав према попису из 2002.‍ | Етнички састав према попису из 2002.‍ | Етнички састав према попису из 2002.‍ |
| ------------------------------------ | ------------------------------------ | ------------------------------------ | ------------------------------------ | ------------------------------------ |
|                                      |                                      |                                      |                                      |                                      |
| Срби                                 | Срби                                 |                                      | 114                                  | 93,44%                               |
| Роми                                 | Роми                                 |                                      | 8                                    | 6,55%                                |
| непознато                            | непознато                            |                                      | 0                                    | 0,0%                                 |

| Година пописа     | 1948. | 1953. | 1961. | 1971. | 1981. | 1991. | 2002. |
| ----------------- | ----- | ----- | ----- | ----- | ----- | ----- | ----- |
| Број домаћинстава | 112   | 79    | 79    | 74    | 68    | 57    | 47    |

| Број чланова      | 1  | 2  | 3 | 4 | 5 | 6 | 7 | 8 | 9 | 10 и више | Просек |
| ----------------- | -- | -- | - | - | - | - | - | - | - | --------- | ------ |
| Број домаћинстава | 11 | 15 | 9 | 8 | 2 | 2 | 0 | 0 | 0 | 0         | 2,60   |

| Пол    | Укупно | Неожењен/Неудата | Ожењен/Удата | Удовац/Удовица | Разведен/Разведена | Непознато |
| ------ | ------ | ---------------- | ------------ | -------------- | ------------------ | --------- |
| Мушки  | 53     | 8                | 38           | 6              | 1                  | 0         |
| Женски | 61     | 8                | 38           | 12             | 2                  | 1         |
| УКУПНО | 114    | 16               | 76           | 18             | 3                  | 1         |

| Пол    | Укупно                    | Пољопривреда, лов и шумарство | Рибарство                            | Вађење руде и камена | Прерађивачка индустрија       |
| ------ | ------------------------- | ----------------------------- | ------------------------------------ | -------------------- | ----------------------------- |
| Мушки  | 28                        | 22                            | 0                                    | 0                    | 1                             |
| Женски | 15                        | 8                             | 0                                    | 0                    | 0                             |
| УКУПНО | 43                        | 30                            | 0                                    | 0                    | 1                             |
| Пол    | Производња и снабдевање   | Грађевинарство                | Трговина                             | Хотели и ресторани   | Саобраћај, складиштење и везе |
| Мушки  | 0                         | 1                             | 0                                    | 0                    | 0                             |
| Женски | 0                         | 0                             | 0                                    | 0                    | 0                             |
| УКУПНО | 0                         | 1                             | 0                                    | 0                    | 0                             |
| Пол    | Финансијско посредовање   | Некретнине                    | Државна управа и одбрана             | Образовање           | Здравствени и социјални рад   |
| Мушки  | 0                         | 0                             | 0                                    | 1                    | 0                             |
| Женски | 0                         | 0                             | 0                                    | 0                    | 6                             |
| УКУПНО | 0                         | 0                             | 0                                    | 1                    | 6                             |
| Пол    | Остале услужне активности | Приватна домаћинства          | Екстериторијалне организације и тела | Непознато            | Непознато                     |
| Мушки  | 1                         | 0                             | 0                                    | 2                    | 2                             |
| Женски | 1                         | 0                             | 0                                    | 0                    | 0                             |
| УКУПНО | 2                         | 0                             | 0                                    | 2                    | 2                             |